# Europese kampioenschappen kleiduifschieten 1929
De Europese kampioenschappen kleiduifschieten 1929 waren kampioenschappen voor schutters in het kleiduifschieten. De eerste editie van de Europese kampioenschappen vond plaats in het Zweedse Stockholm.

## Resultaten
| Medaille | Schutter          | Team                                                                      |
| -------- | ----------------- | ------------------------------------------------------------------------- |
| Goud     | Rudolf Sack       | Pál Dóra Sándor Dóra Sándor Lumniczer István Strassburger                 |
| Zilver   | Fredrik Landelius | Rudolf Sack Helmuth Keller                                                |
| Brons    | Helmuth Keller    | Vlag van Finland · Vlag van Finland · Vlag van Finland · Vlag van Finland |

1929 ·
1930 ·
1931 ·
1933 ·
1934 ·
1935 ·
1936 ·
1937 ·
1938 ·
1939 ·
1940 ·
1949 ·
1950 ·
1952 ·
1953 ·
1954